# Internationales Katholisches Komitee für die Zigeuner
Das Internationale Katholische Komitee für die Zigeuner (en.: International Catholic Committee for Gypsies; fr.: Comité Catholique International pour les Tsiganes, gebräuchliche Abkürzung: CCIT; it.: Comitato Cattolico Internazionale per gli Zingari) ist eine internationale römisch-katholische Vereinigung von Gläubigen, welche sich der Seelsorge und der Betreuung von Sinti und Roma angenommen hat. Das Komitee wurde 1976 in Paris gegründet, in den 1990er Jahren vom Päpstlichen Rat für die Laien als eine internationale katholische Organisation anerkannt, und arbeitet mit dem Päpstlichen Rat der Seelsorge für die Migranten und Menschen unterwegs eng zusammen.

## Geschichte
Für die Gründungsidee stehen der französische Priester André Barthélemy († 1991) und das Ehepaar Elisa und Léon Tambour, sie waren es, die spontan den Aufbau eines Komitees vorantrieben und weitere Impulse gaben. Im März 1976 versammelte Abbé Yoska oder auch Yoschka verschiedene Leute aus vier Ländern um sich, um über die Pfingstbewegung zu reflektieren. Ohne lange Vorbereitungen entwickelte sich die Idee für die Integration ethnischer Volksgruppen ein Komitee einzurichten, welches jährlich eine internationale Begegnung organisieren sollte. Seit 1976 hat jedes Jahr ein Treffen, in einem anderen Land, stattgefunden. Bei diesen Begegnungen trafen Priester und Laien als auch Zigeuner und Gadsche (Nicht-Roma). Aus dem Komitee heraus entwickelte sich ein eigenes Selbstverständnis und führte zur Entwicklung einer bis heute gültigen Charta. Sie wurde 1985 von einem Team ausgearbeitet, im Jahre 1997 hat sich das Komitee eine „sehr einfache Struktur“ gegeben. Seelsorger, Helfer und Freunde der Roma, und natürlich engagierte Roma selbst, treffen sich bei den jährlich Versammlungen zu freiem Gedankenaustausch und zu gegenseitiger Unterstützung.

## Selbstverständnis
Die Grundprinzipien des CCIT beruhen auf Gegenseitigkeit, Brüderlichkeit und Freiheit, gemäß der Satzung bedeutet dieses: 

„Durch seine Mitglieder knüpft das CCIT Beziehungen, die von Respekt und Zuneigung zu den Zigeunern gekennzeichnet sind, insbesondere zu den Ärmsten und den Isoliertesten an. Es will sich ihrem Leben öffnen, ihrer Kultur die Möglichkeit bieten sich zu entfalten und zusammen mit ihnen ihre Würde als Kinder Gottes und als vollberechtigte Mitglieder der Kirche fördern…Um authentisch und fruchtbar zu sein, entwickelt der CCIT in seinen Reihen eine brüderliche Spiritualität, die aus dem Gegenwärtigsein vor Gott und der Welt und aus dem Akzeptieren der Andersartigkeit entsteht.“

## Organisation und Ausbreitung
Mit voller Absicht gab sich das Komitee eine „sehr einfache Struktur“, sie verfolgt das Ziel mit wenig Organisation effektiv zu arbeiten. Alle Mitglieder wählen vierjährlich einen Beirat, der aus acht Personen besteht, im Einzelnen ist das der Präsident, der Vizepräsident, zwei Delegierte für den Päpstlichen Rat der Seelsorge für die Migranten und Menschen unterwegs sowie ein Redakteur. Der Redakteur zeichnet für die Halbjahresschrift „Nevi Yag“ (de.: Neues Feuer) verantwortlich, die in fünf Sprachen erscheint. Der Beirat wählt ein Leitungsteam, welches von einem Sekretariat unterstützt wird. Wer sich für die Mitgliedschaft bewirbt, muss mindestens an drei Begegnungen teilgenommen haben und der Charta zustimmen. Der Beirat bestimmt jährliche Zeit, Ort und Leitthema der nächsten internationalen Begegnung. Hauptsitz des Komitees ist Merksem in Belgien.